# Pokémon 3. – Az öntudatlan betűi
A Pokémon 3. – Az öntudatlan betűi (eredeti címén: 劇場版ポケットモンスター 結晶塔の帝王 ENTEI ) 2000-ben bemutatott japán animációs akciófilm, amely a Pokémon című sorozatból készült harmadik film Jujama Kunihiko rendezésében. 2000. július 8-án mutatták be Japánban, Magyarországon a televízióban játszották először 2004. március 28-án. Habár a kritikusok nem voltak tőle elragadtatva, anyagilag sikeres volt a produkció.
Az első filmet 1998-ban mutatták be Pokémon: Az első film – Mewtwo visszavág címmel. A következő rész 2001-ben jelent meg Pokémon 4. – Az időkapu címmel.

## Cselekmény

### Pikachu és Pichu
Pikachut és barátait egy nagyvárosi felhőkarcolóban hagyják az edzőik, akik elmennek, hogy meglepetést készítsenek nekik. Pikachu találkozik a Pichu testvérekkel, és megmenti a legkisebbet attól, hogy leessen egy épületről. Egy csapat Murkrow lekergeti Pikachut egy zászlórúdról, ő pedig egy csapat Hoppip segítségével átjut a túloldalra, és az ablakot takarító Meowth-t egy óriásplakátnak repíti. A Pichu testvérek segítenek Pikachunak visszatérni a barátaihoz, de végül a városon keresztül a Pichuk játszóterére indulnak. Útközben egy dühös Houndour üldözi őket, aki majdnem felborítja a játszóteret, de sikerül megmenteniük. Pikachu rájön, hogy már majdnem hat óra van, és vissza kell térnie a barátaihoz Ash érkezése előtt. Mindhárman az utolsó pillanatban érkeznek meg, és egy szobába viszik a Pokémonokat, ahol Ash és Pikachu találkozásának első évfordulója alkalmából partit rendeztek.

### Az öntudatlan betűi
Greenfield városában Spencer Hale kutatóprofesszor az Öntudatlannal (Unown) kapcsolatos kutatásokat folytat. Ő és asszisztense, Skyler felfedeznek egy romterületet, ám Hale-t beszippantja az Unown dimenziója. Eltűnése egyedül hagyja fiatal lányát, Mollyt, akinek édesanyja már korábban eltűnt. Molly talál egy doboznyi táblát, amely Unown-képeket tartalmaz, és elkezdi összerakni a betűket, amivel megidézi magát az Öntudatlant. Az Unownok, megérezve Molly vágyait, erejüket arra használják, hogy Molly kívánságait valóra váltsák, és kastélyát kristályszerű palotává változtatják, amely szétterül a városban, és elvágja őt a világtól. Egy illúzió Entei-t hoznak létre, aki Molly apját képviseli. Különböző emberek érkeznek, hogy az Unownt vizsgálják, köztük Oak professzor és Delia Ketchum.
Eközben Ash és barátai találkoznak egy Lisa nevű edzővel, akivel összebarátkoznak. Greenfieldben beleegyeznek, hogy csatlakoznak a mentőakcióhoz, hogy megmentsék Mollyt. Entei azonban elrabolja Deliát és hipnotizálja őt, hogy Molly anyukája legyen. Ash, Misty, Brock és Pokémonjaik elindulnak a kastélyba, hogy megmentsék Deliát. Molly egy televízión keresztül figyeli Ash csatáit, majd elalszik, és elképzeli, hogy ő maga is Pokémon-edző. Látva Ash-t a tévében, Delia felriad a transzból, Entei azonban létrehozza Molly felnőttkori álomváltozatát, és elviszi őt, hogy harcoljon Ash és barátai ellen. 
Ash megtalálja Mollyt és Deliát, és könyörög Enteinek, hogy adja vissza az anyját. Entei visszautasítja, könnyedén legyőzi Totodile-t és Cyndaquilt, és megpróbálja megölni Ash-t és Pikachut. Miután a Charicific-völgyben a tévében szemtanúja volt a harcnak, Charizard eljön és megmenti Ash-t és Pikachut. Entei párbajra hívja Charizardot, és végül megpróbálja megölni. Molly ráébred, hogy mennyi bajt okozott, és megállítja Enteit. Ash és barátai meggyőzik Mollyt, hogy menjen velük, Entei pedig felfedi, hogy az Unown teremtette őt, hogy az apja legyen.
Az Unown hirtelen elveszti az uralmát az ereje felett, és elkezdi bezárni a csoportot a kastélyba. Ash és barátai lemenekülnek a csarnokba, ahol az Unownok vannak. Pikachu és Charizard megpróbálják áttörni az Unownt védő erőteret, de nem járnak sikerrel - egészen addig, amíg nem csatlakozik hozzájuk Entei, és erejüket egyesítve Molly támogatásával elpusztítják a pajzsot. Entei feláldozza magát, és az Unown visszatér a saját dimenziójába, visszafordítva a világra gyakorolt összes hatását. Charizard és Lisa elmennek, Molly pedig viszontlátja apját és anyját.

## Szereplők
| Szerep            | Japán hangja      | Angol hangja     | Magyar hangja    |
| ----------------- | ----------------- | ---------------- | ---------------- |
| Ash Ketchum       | Macumoto Rika     | Veronica Taylor  | Szvetlov Balázs  |
| Pikachu           | Ótani Ikue        | Ótani Ikue       | Ótani Ikue       |
| Misty             | Ízuka Majumi      | Rachael Lillis   | Dudás Eszter     |
| Brock             | Ueda Júdzsi       | Eric Stuart      | Sótonyi Gábor    |
| narrátor          | Isizuka Unsó      | Ken Gates        | n.a              |
| Togepi            | Kórogi Szatomi    | Kórogi Szatomi   | Kórogi Szatomi   |
| Jessie            | Hajasibara Megumi | Rachael Lillis   | Kiss Erika       |
| James             | Miki Sinicsiro    | Eric Stuart      | Fazekas István   |
| Meowth            | Inujama Inuko     | Maddie Blaustein | Seszták Szabolcs |
| Entei             | Takenaka Naoto    | Dan Green        | n.a              |
| Spencer Hale      | Takenaka Naoto    | Dan Green        | Czvetkó Sándor   |
| Molly Hale        | Jadzsima Akiko    | Amy Birnbaum     | Molnár Ilona     |
| Lisa              | Katoh Ai          | Lisa Ortiz       | n.a              |
| Schuyler          | Jakumaru Hirohide | Ted Lewis        | n.a              |
| Delia Ketchum     | Tojosima Maszami  | Veronica Taylor  | n.a              |
| Oak professzor    | Isizuka Unsó      | Stuart Zagnit    | n.a              |
| Tracey Sketchit   | Szeki Tomokazu    | Ted Lewis        | n.a              |
| Jenny rendőrtiszt | Nisimura Csinami  | Lee Quick        | n.a              |
| David             | Jamadera Kóicsi   | Peter R. Bird    | n.a              |

## Fogadtatása

### Kritikai visszhang
A filmet többnyire vegyes és negatív kritikák érték. A Rotten Tomatoeson 20%-os minősítést ért el 56 értékelés alapján, az összefoglaló szerint: „A kritikusok szerint a harmadik Pokémon-film cselekménye jobb, mint a két elődjéé. Ez azonban nem elég ahhoz, hogy azoknak ajánlják, akik nem rajonganak a franchise-ért.” Robert Koehler a Varietytől azt írta: „Az animáció nem mutat olyan művészi előrelépést, amely ellensúlyozná az elmaradott történetet.” Lou Lumenick a New York Posttól azt írta: „Ez a felnőtt azt gondolja, hogy valahol az észbontó és a fejfájást okozó között van.” Nancy Churnin a Dallas Morning Newstól azt írta: „[A rajongóknak] kellemesen meg kell lepődniük egy olyan cselekményen, amely egy kis pszichológiai komplexitást pumpál a franchise-ba.”
A MetaCritic 22 pontot adott a 100-ból 18 vélemény alapján. Elizabeth Weitzman a New York Daily Newstól úgy gondolta, „a gyerekeknek tetszeni fog.” Maitland McDonagh a TV Guide Magazine-tól azt írta: „Ha eltekintünk attól a ténytől, hogy minden Pokémon-film lényegében egy egész estés reklámfilm, amelynek célja, hogy a kisgyerekek Pokémon cuccokat akarjanak, ennek is megvannak a maga pillanatai.” Cody Clark a Mr. Showbiztől azt írta: „Ha el tudod nézni a lekezelő teljességet és a statikus, vizuálisan unalmas, végtelenül ismétlődő animációt, akkor neked megbocsátóbb a lelked, mint nekem.”

### Bevétel adatai
A Box Office Mojo szerint a produkció nyereséges volt. A 16 millió dolláros költségvetésre 68,4 millió dolláros bevétel keletkezett.